# 武藤和子
武藤 和子（むとう かずこ、1930年 ‐ 2010年12月3日）は、日本のアナウンサーである。キリスト教信者であり、洗礼名は「ルチア」。
日本の民放局女性アナウンサーの草分けの一人であり、後年、濱口浩三（TBS社長、マスコミ・ソフィア会会長）と結婚し「濱口 和子」（はまぐち かずこ）となった。

## 経歴
青山学院大学卒業後、1951年（昭和26年）10月に、同年12月25日の開局を控えていたラジオ東京（現TBS）へアナウンサー第1期生として入社。音楽番組『歌のない歌謡曲』初代担当や、婦人向けニュース番組などを担当。
1960年（昭和35年）7月に退社。退職から1年間は嘱託アナウンサーの後、完全にフリーに。
2010年（平成22年）12月3日、死去。80歳没。墓所は聖イグナチオ教会クリプタ聖堂地下A111-4。

## 出演番組
※いずれも、ラジオ番組。
- 歌のない歌謡曲（1952年。初代担当）[5][6]
- ちえのわクラブ[1]（1952年[5]）
- 連続小説（1953年）[5][6]
- 映画ストーリー（1953年10月6日 - 1953年12月22日）[9]
- 郵便手帳（1954年）[5][6]
- 八元放送「風薫る五月」（1954年5月9日の23:10 - 23:55に放送された特別番組。同局アナの坂本荘とともに担当）[9]
- 婦人新聞[6]
- 舞台中継[6]
- 歌謡漫談[6]
- 映画音楽（1957年）[6]
- 歌う週刊誌（1957年）[6]
- ラジオ・ステーション・ブレイク（1960年3月）朝7時台フィックス土曜日[10]